# 阿尔贝托·索尔迪拱廊街
41°54′03.8″N 12°28′52.32″E / 41.901056°N 12.4812000°E

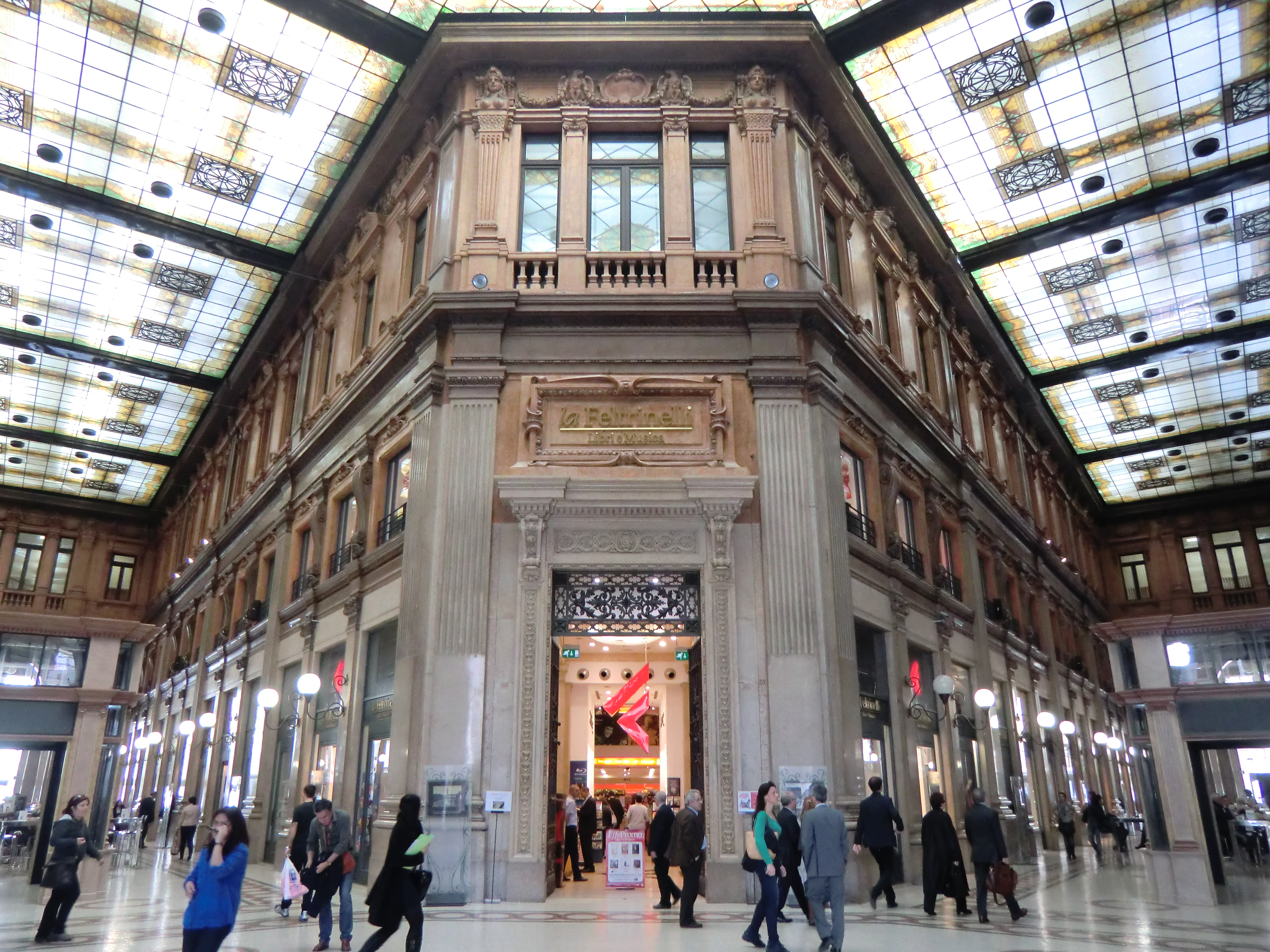
阿尔贝托·索尔迪拱廊街

阿尔贝托·索尔迪拱廊街（義大利語：Galleria Alberto Sordi），在2003年以前名为圆柱拱廊街（Galleria Colonna），是意大利罗马的一个拱廊街，以阿尔贝托·索尔迪命名。
阿尔贝托·索尔迪拱廊街位于科尔索路。原名圆柱拱廊街，得名于街对面的圆柱广场。它建于1914年，位于皮翁比诺宫的原址。该建筑为新艺术运动风格。

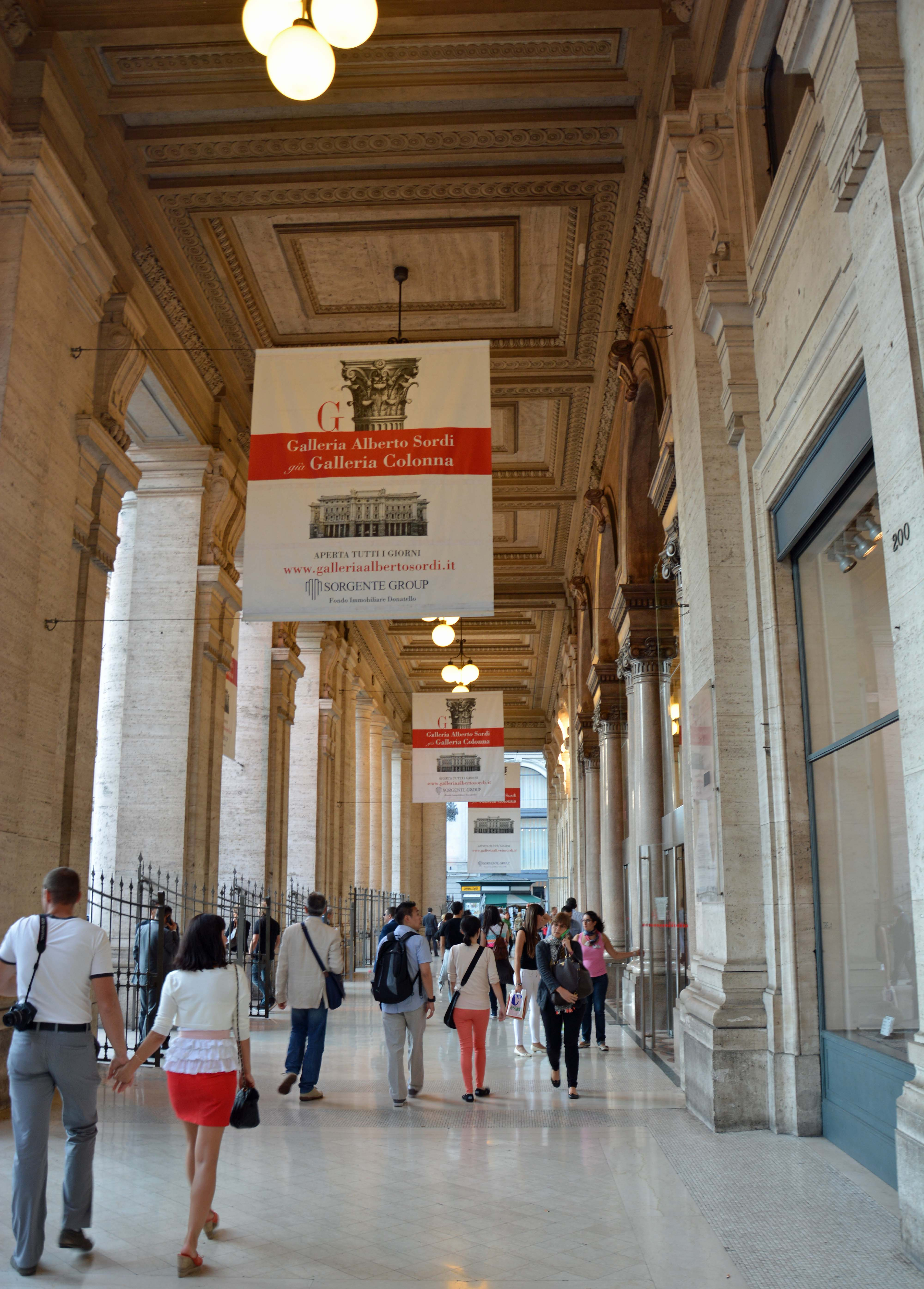
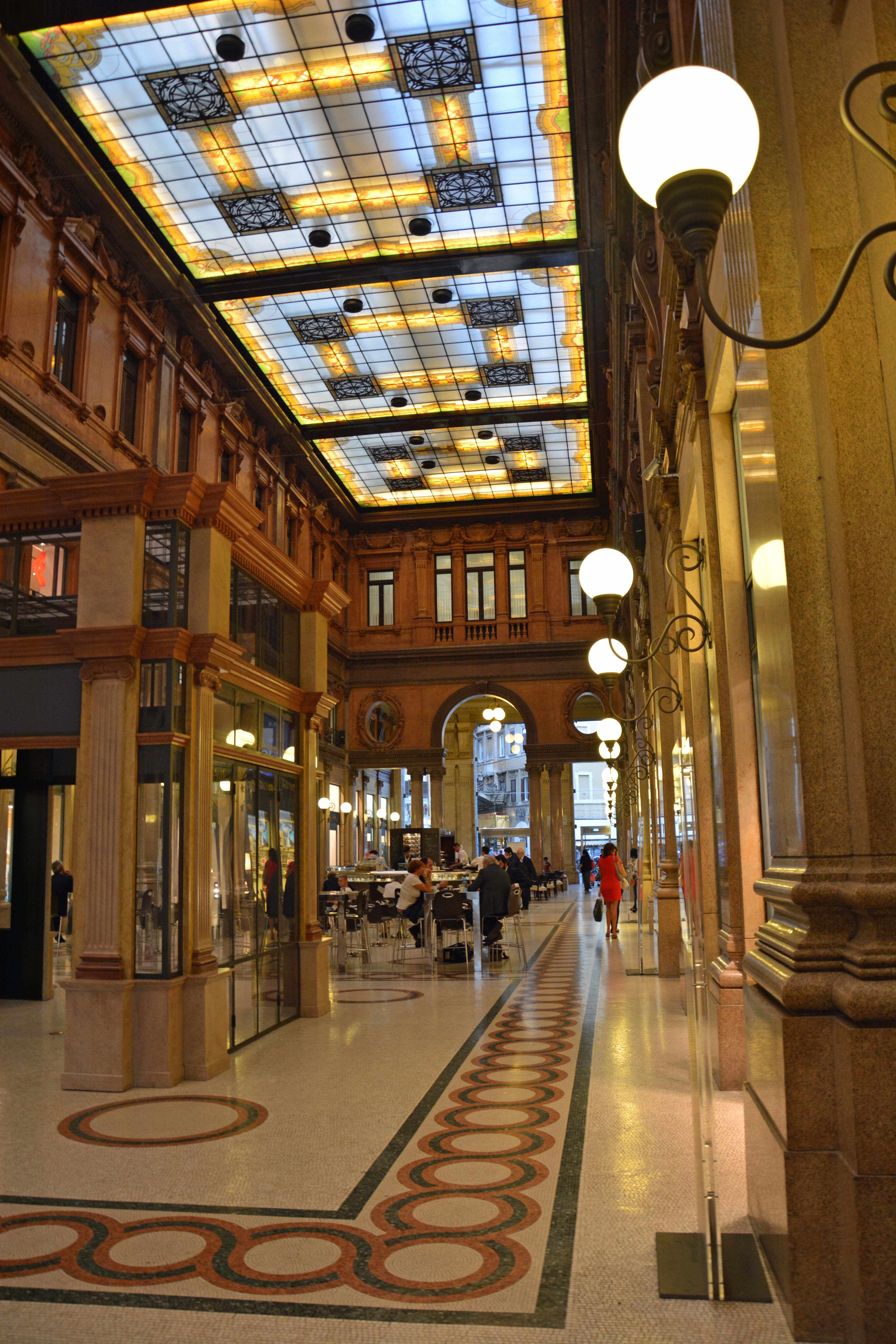
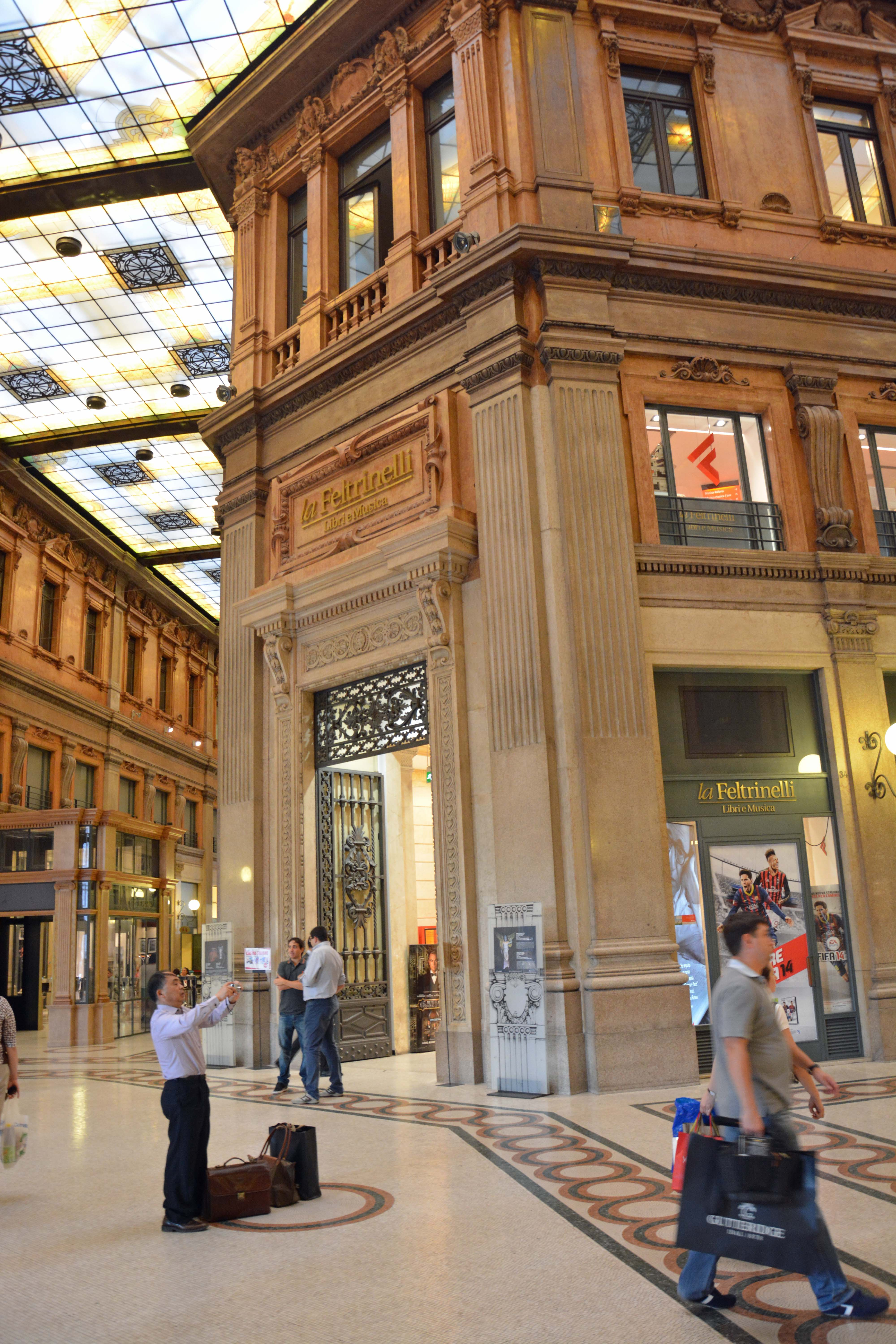
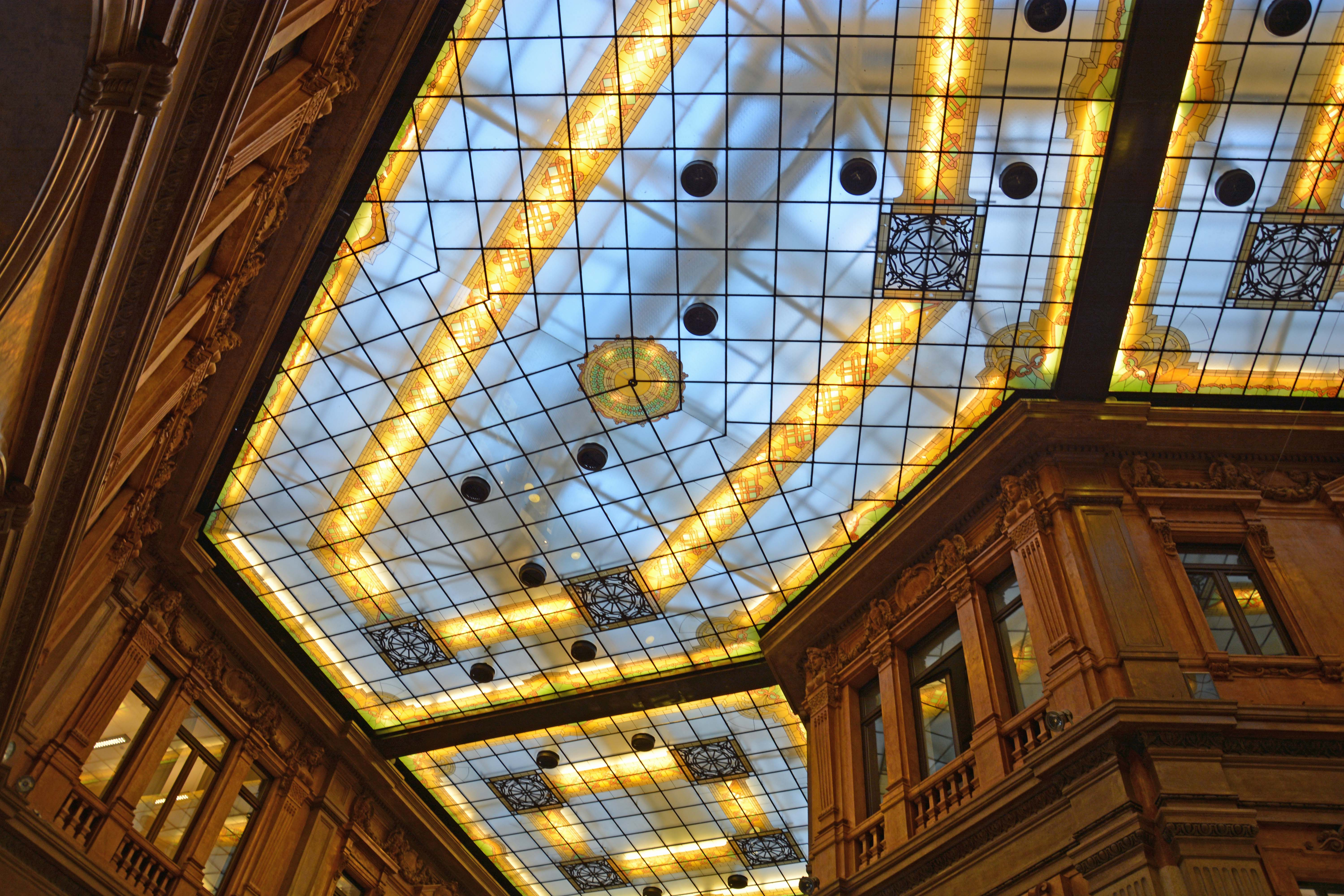
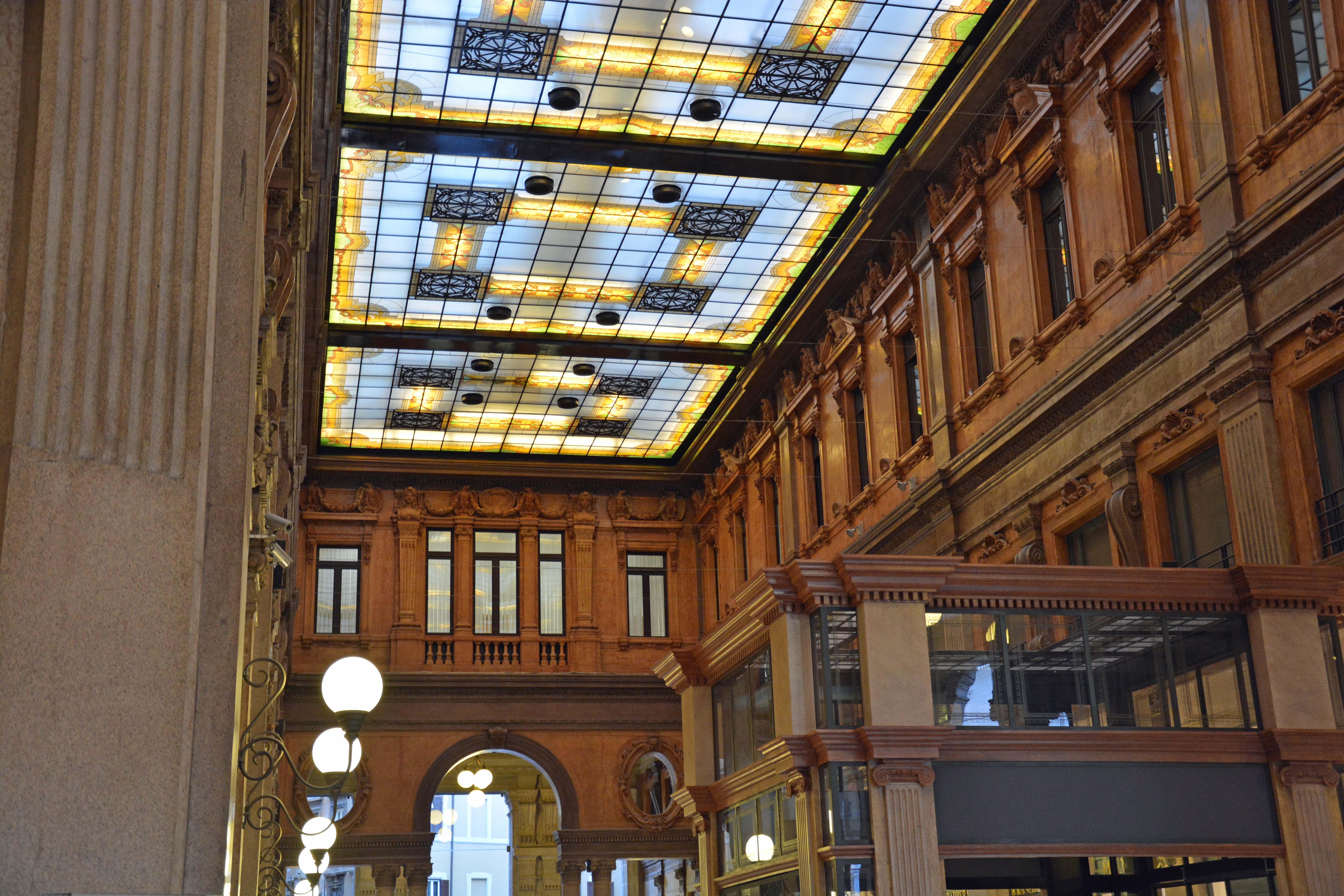
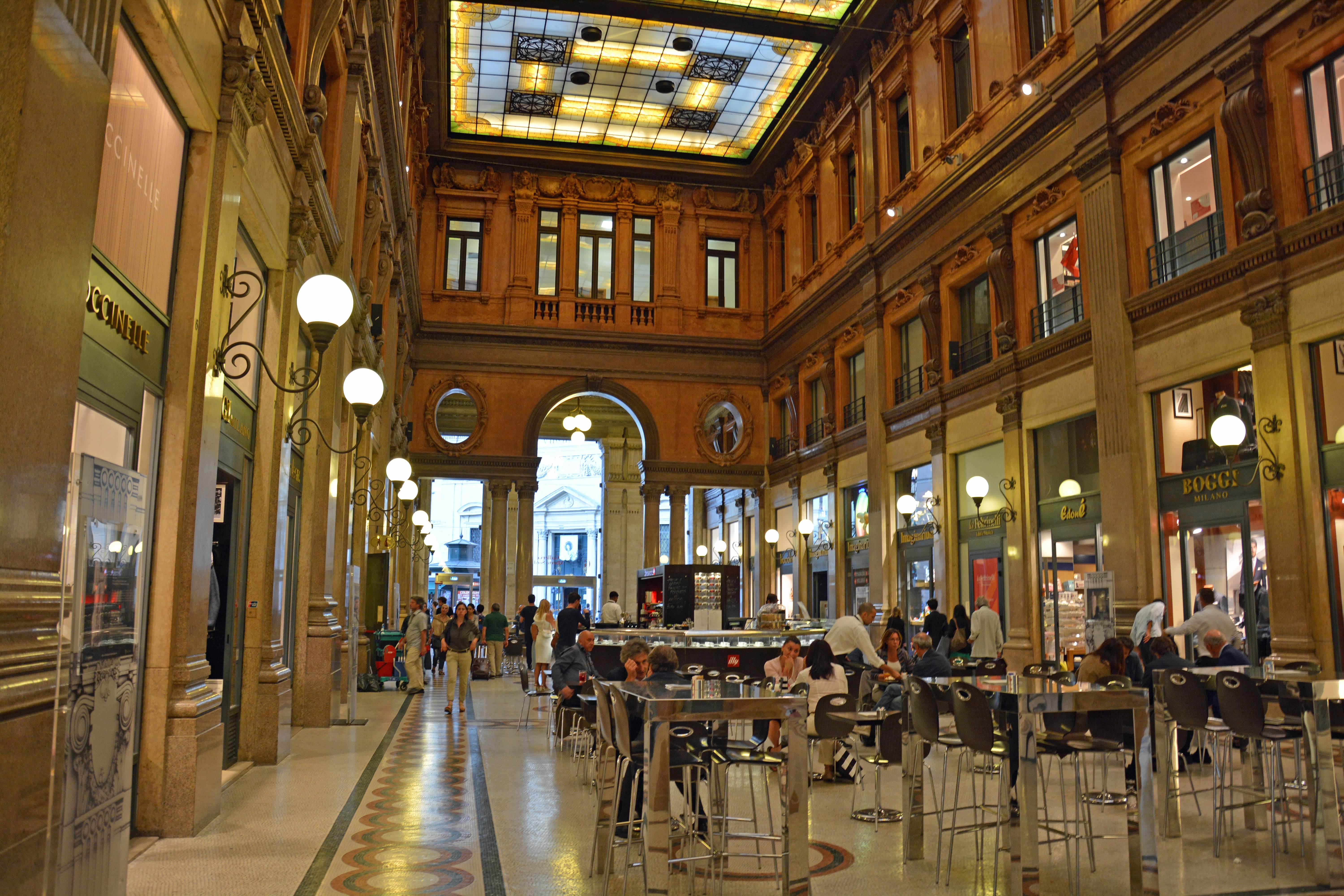
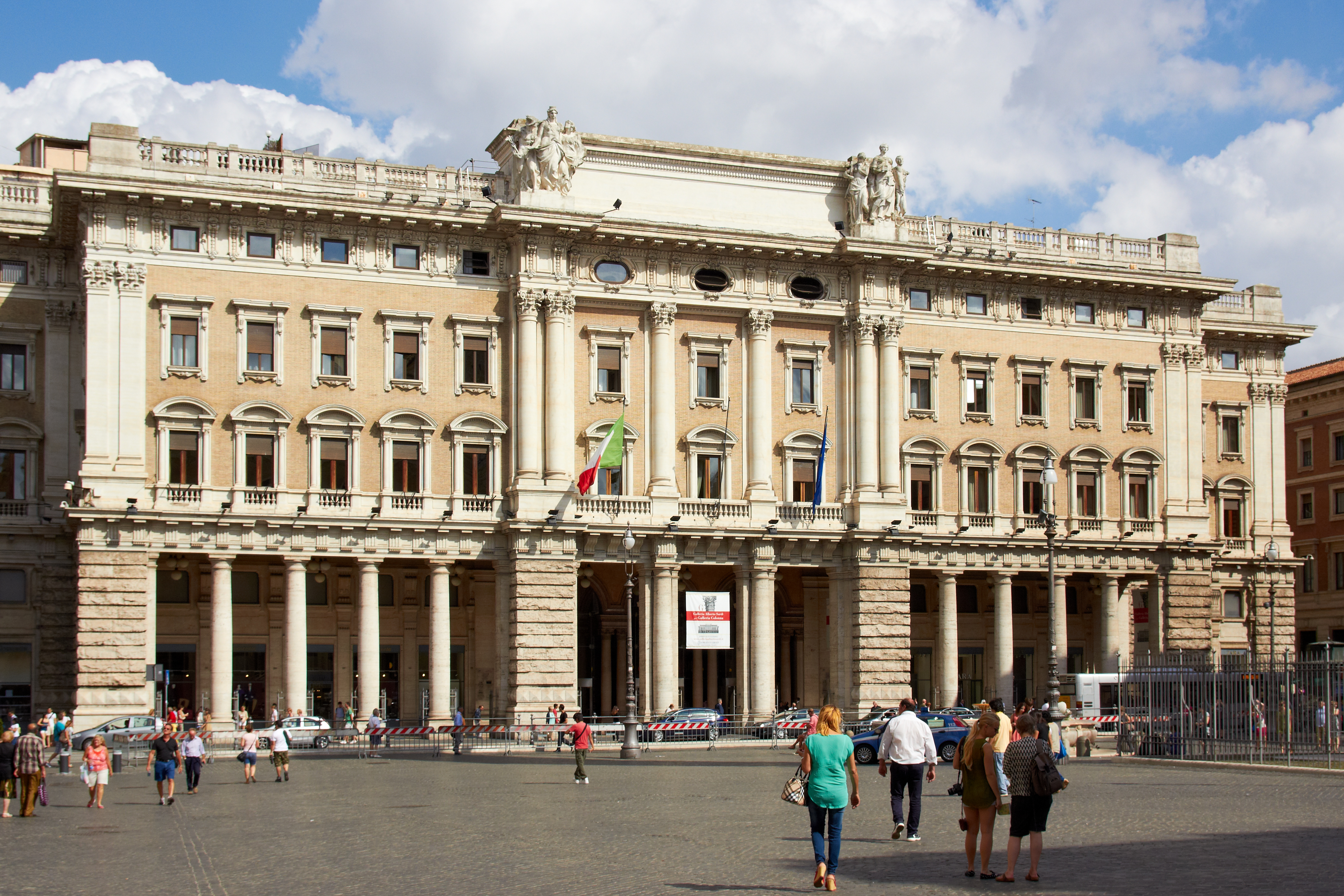